# Hardtner
Hardtner és una població dels Estats Units a l'estat de Kansas. Segons el cens del 2000 tenia 199 habitants.

## Demografia
Segons el cens del 2000, Hardtner tenia 199 habitants, 95 habitatges, i 64 famílies. La densitat de població era de 256,1 habitants/km².
Dels 95 habitatges en un 18,9% hi vivien nens de menys de 18 anys, en un 63,2% hi vivien parelles casades, en un 2,1% dones solteres, i en un 31,6% no eren unitats familiars. En el 30,5% dels habitatges hi vivien persones soles el 21,1% de les quals corresponia a persones de 65 anys o més que vivien soles. El nombre mitjà de persones vivint en cada habitatge era de 2,09 i el nombre mitjà de persones que vivien en cada família era de 2,55.
Per edats la població es repartia de la següent manera: un 18,1% tenia menys de 18 anys, un 4,5% entre 18 i 24, un 16,1% entre 25 i 44, un 29,6% de 45 a 60 i un 31,7% 65 anys o més.
L'edat mediana era de 54 anys. Per cada 100 dones de 18 o més anys hi havia 98,8 homes.
La renda mediana per habitatge era de 31.875 $ i la renda mediana per família de 34.038 $. Els homes tenien una renda mediana de 27.083 $ mentre que les dones 19.583 $. La renda per capita de la població era de 18.390 $. Entorn del 7,8% de les famílies i el 7,5% de la població estaven per davall del llindar de pobresa.

## Poblacions més properes
El següent diagrama mostra les poblacions més properes.